# Маседуан
Князь Николай кричит, что в Новотроицком можно из свежей клубники маседуан заказать; а Борода ему наперекор: поди ты, сиятельный, со своими мусьедуванами, — ты — вот мне поросёнка под хреном где хошь, кроме Мушникова найди.
Маседуа́н (фр. Macédoine — «Македония») — преимущественно холодное сладкое блюдо французской кухни, представляет собой разновидность компота из сезонных свежих или слегка отваренных плодов, сервированный в сиропе или желе, часто с мороженым. Сироп для маседуана часто заправляли ликёрами или коньяком. Во Франции десертный маседуан получил распространение в XVIII—XIX веках. В английской и французской кухнях под macedoine подразумевают способ нарезки фруктов и овощей маленькими кубиками или блюда из нарезанных таким способом овощей и фруктов.
Согласно некоторым источникам, с разной долей обоснованности слово macedoine с середины XVIII века использовалось для обозначения смешанных фруктовых салатов по аналогии с этническим разнообразием Македонской империи Александра Великого или Османской Македонии XIX века. В русском языке слово «маседуан» было заимствовано из французского вместе с блюдом к середине XIX века. Оно включено в словарь А. Д. Михельсона 1869 года «30 000 иностранных слов, вошедших в употребление в русский язык» как «кушанье из разных вареньев, облитых вином, или из овощей». В «Поваренной книге русской опытной хозяйки» Е. А. Авдеевой приведён рецепт домашнего маседуана из клубники, малины, белой и красной смородины и фисташек, залитых в форме лимонным желе. «Монплезирский маседуан» из дыни, персиков, абрикосов, малины, клубники и вишни в желе из шампанского у Е. А. Авдеевой ведёт свою историю от метрдотеля императорского двора Эмбера, под чьим надзором было приготовлено украшенное садовыми и оранжерейными цветами десертное блюдо для императора Николая Павловича и императрицы Александры Фёдоровны.
Овощной маседуан готовят обычно из фасоли и горошка с мелко нарезанными морковью и турнепсом. Его сервируют горячим гарниром к мясу или птице, а также холодным в ланспике. Известно, что И. М. Харитонов подавал «маседуан из легюма холодный» и «маседуан из зелени холодный» в качестве диетического блюда «к собственному столу» Николая II в 1917 году.
Маседуан встречается в произведениях русской литературы («Анна Каренина» Л. Н. Толстого, «С улицы» А. И. Куприна, «Первый гонорар» Г. А. Мачтета, «Как кто провёл день 17 октября» А. Т. Аверченко).